# Chorisoneura roppai
Chorisoneura roppai es una especie de cucaracha del género Chorisoneura, familia Ectobiidae. Fue descrita científicamente por Lopes & Oliveira en 2004.
Habita en Brasil.